# Aulus Allienus
Aulus Allienus († nach 43 v. Chr.) war ein Politiker und Feldherr in der Endphase der Römischen Republik.

## Leben
Aulus Allienus war mit dem Redner und Staatsmann Marcus Tullius Cicero befreundet. Zum ersten Mal wird er 60 v. Chr. erwähnt, als er als Legat von Ciceros Bruder Quintus Tullius Cicero in der römischen Provinz Asia amtierte. Möglicherweise war er vorher, um 62 v. Chr., bereits Quästor in Makedonien gewesen. 55 v. Chr. war Allienus wahrscheinlich Volkstribun. Das Amt eines Prätors bekleidete er 49 v. Chr. Im römischen Bürgerkrieg stand er auf der Seite von Gaius Iulius Caesar und verwaltete von 48 bis 46 v. Chr. in der Stellung eines Prokonsuls die Provinz Sizilien. In dieser Funktion wird er auch auf einer erhaltenen Münze genannt, die auf einer Seite die Inschrift A. Allienus pro cos. trägt. Als Caesar 46 v. Chr. in Nordafrika die verbliebenen Anführer der Pompeianer bekämpfte, erhielt er von Allienus Unterstützung durch die Übersendung von Truppennachschub. Cicero richtete 46 v. Chr. zwei erhaltene Empfehlungsschreiben an Allienus.
Nach Caesars Ermordung trat Allienus auf die Seite der Senatspartei und fungierte als Legat des Mitverschwörers Gaius Trebonius, der damals der Provinz Asia vorstand. Als Trebonius Anfang 43 v. Chr. von den Soldaten des Caesarianers Publius Cornelius Dolabella ermordet wurde, schloss Allienus sich Dolabella an und wurde dessen Legat. Dolabella verbündete sich mit der ägyptischen Königin Kleopatra VII. und sandte daraufhin seinen Legaten in das Nilland. Allienus sollte die dort stationierten vier Legionen abholen und Dolabella für dessen Kampf gegen Gaius Cassius Longinus zuführen. Allerdings konnte Cassius am 7. März 43 v. Chr. Cicero in einem erhaltenen Brief darüber informieren, dass ihm die vier ägyptischen Legionen von dem am Rückweg begriffenen Allienus übergeben worden waren. Offenbar war es dem Caesarmörder, der schon vor dieser Übergabe über acht Legionen geboten hatte, gelungen, Allienus in Palästina zu überraschen und aufgrund seiner doppelt so starken Truppenmacht zur Kapitulation zu zwingen. Diese Verstärkung trug wesentlich zu Cassius’ Sieg über Dolabella (Juli 43 v. Chr.) bei.
Nach 43 v. Chr. wird Allienus in den erhaltenen Quellen nicht mehr erwähnt.